# 海南团扇蕨
海南团扇蕨（学名：Gonocormus australis）为膜蕨科团扇蕨属下的一个种。

## 扩展阅读
- 維基物種上的相關：海南团扇蕨